# Un tros de paper
Un tros de paper fou una publicació periòdica satírica en català dirigida per Albert Llanas, que es publicà del 16 d'abril de 1865 al 16 de setembre de 1866.
Els seus articles estan escrits amb un caire satíric i irònic, i reflecteixen la vida sobretot barcelonina del fin de siècle: els costums, les modes, els esdeveniments com les epidèmies de còlera, alguns acudits, relats breus escrits amb un bon sentit de l'humor, etc. En un principi fou una publicació quinzenal, però més endavant fou setmanal.
Hi van col·laborar amb diversos pseudònims, que s'indiquen entre parèntesis, Robert Robert (X), Conrad Roure (Pau Bunyegas o Pau Bunyegues), Frederic Soler (Serafí Pitarra, Jaume Giralt o Simon Oller), Manuel de Lasarte i Rodríguez-Cardoso (Pere Pau Pi), Josep Feliu (Josep Serra), Eduard Vidal (Blay Màrfegues o Blai Màrfegues), Sistachs, Manuel Angelón (L'Orfaneta de Menargues), Albert Llanas (Robert Sanall), Anton Rabassa, i d'altres.
Anys més tard, Carles Riba en publicà una selecció d'articles en un llibre de dos volums.